# Lophuromys
Lophuromys is een geslacht van knaagdieren uit de onderfamilie Deomyinae dat voorkomt in Afrika ten zuiden van de Sahara. Dit geslacht is lange tijd in de muizen en ratten van de Oude Wereld (Murinae) geplaatst als geslacht zonder nauwe verwanten, maar aan het begin van de 21e eeuw op basis van genetische gegevens in de Deomyinae geplaatst. Het geslacht omvat ruim dertig soorten, die voor het merendeel aan het einde van de 20e en in het begin van de 21e eeuw op basis van morfometrische en genetische gegevens zijn erkend.

## Kenmerken
De belangrijkste onderscheidende kenmerken van Lophuromys zijn het harde, borstelige haar, de dunne, kwetsbare huid (behalve bij L. melanonyx), de spits toelopende schedel, de spitse en steile knobbels op de kiezen en een groot uitsteeksel aan de onderkant van de maag. De voeding bestaat voornamelijk uit ongewervelden, vooral mieren, maar sommige soorten eten ook plantaardig materiaal. Binnen het geslacht is er een onderscheid tussen de ondergeslachten Lophuromys en Kivumys. Bij leden van Kivumys zijn de oren, de staart en de voeten langer en zijn de klauwen korter.

## Indeling
Het geslacht omvat de volgende ondergeslachten en soorten:
- Ondergeslacht Kivumys
  - Lophuromys luteogaster
  - Lophuromys medicaudatus
  - Lophuromys woosnami – Woosnamborstelhaarmuis
- Ondergeslacht Lophuromys
  - Lophuromys angolensis
  - Lophuromys ansorgei
  - Lophuromys aquilus
  - Lophuromys brevicaudus
  - Lophuromys brunneus
  - Lophuromys chercherensis
  - Lophuromys chrysopus
  - Lophuromys cinereus
  - Lophuromys dieterleni
  - Lophuromys dudui
  - Lophuromys eisentrauti
  - Lophuromys flavopunctatus
  - Lophuromys huttereri
  - Lophuromys kilonzoi
  - Lophuromys laticeps
  - Lophuromys machangui
  - Lophuromys makundii
  - Lophuromys margarettae
  - Lophuromys melanonyx
  - Lophuromys menageshae
  - Lophuromys nudicaudus
  - Lophuromys pseudosikapusi
  - Lophuromys rahmi
  - Lophuromys rita
  - Lophuromys roseveari
  - Lophuromys sabunii
  - Lophuromys sikapusi
  - Lophuromys simensis
  - Lophuromys stanleyi
  - Lophuromys verhageni
  - Lophuromys zena

Stekelmuizen (Acomys) · Deomys · Lophuromys · Uranomys